# Блокада окупованої Автономної Республіки Крим
Блокада тимчасово окупованої Автономної Республіки Крим та міста Севастополя — мирна громадська акція, ініційована Мустафою Джемілєвим, Рефатом Чубаровим, кримськотатарськими активістами та українськими активістами з організацій «Правий сектор» та «Цивільний Корпус Азов», з блокування постачання товарів в тимчасово окуповані Росією Крим та Севастополь. Акція почалась 20 вересня 2015 року в Херсонській області на адміністративному кордоні Херсонської області та Криму. 17 січня 2016, з початком дії постанови Уряду України про обмеження постачань товарів до окупованого Криму та з нього акція була переведена у формат спостереження.
Акція полягала в блокуванні транспортних перевезень та електропостачання в окупований Крим. Громадяни та легкі приватні автівки пропускалися без перешкод. Кінцева заявлена мета блокади — деокупація Криму і відновлення територіальної цілісності України.
Фізичну охорону учасників акції забезпечували активісти «Правого сектору» (до 8 грудня 2015), бійці полку «Азов» та ДУК.

## Правова база
Правовою базою акції є постанова Верховної ради, якою Крим визнається тимчасово окупованою територією, а Росія — окупантом, що несе відповідальність за порушення прав і свобод українських громадян на території Криму. Акція також ґрунтується на положеннях міжнародного права, що визначають відповідальність окупаційної влади за соціальне забезпечення місцевого населення. Так, стаття 55 Женевської Конвенції про захист цивільного населення під час війни визначає:
|  | Окупаційна держава зобов'язана за допомогою усіх наявних засобів забезпечувати населення продуктами харчування та медичним матеріалами; зокрема, постачати необхідні продукти харчування, медичні матеріали та інші припаси, якщо ресурсів окупованої території виявиться недостатньо. |

Додатковим аспектом введення блокади є численні факти знищення в Росії та окупованому Криму «санкційних продуктів».

## Підготовка блокади
Блокада була анонсована Рефатом Чубаровим та Мустафою Джемілєвим 18 вересня 2015. До початку блокади з Херсонської області на півострів щодня в'їжджали 400—500 вантажівок, які ввозили в Крим близько 6 тис. тонн продовольства на день.
Наступним етапом блокади, за словами Рефата Чубарова, може бути припинення в жовтні постачання електроенергії.
Організаційне керівництво акцією здійснює Координаційний штаб на чолі з бізнесменом та власником телекомпанії ATR Лемуром Іслямовим. Перше засідання штабу відбулось 21 вересня.

## Блокада

### Транспортна блокада

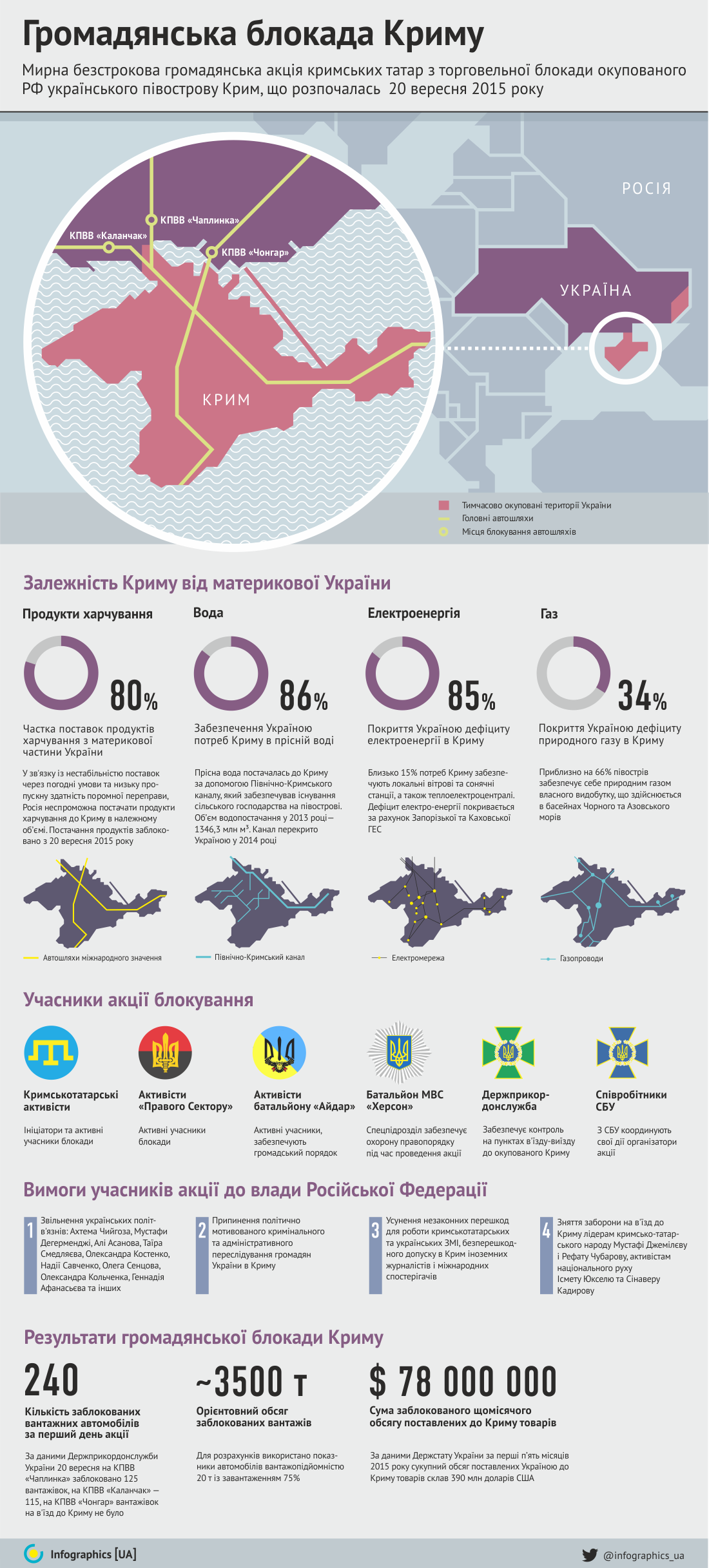
Громадянська блокада Криму

Акція почалась о 12:00 20 вересня 2015 року в селі Чонгар Херсонської області на адміністративному кордоні з окупованою Автономною Республікою Крим. В акції беруть участь кримськотатарські активісти та місцевий осередок Правого Сектора. Представники Правого Сектора почали зведення укріплень. Порядок забезпечує міліція УМВС України в Херсонській області та бійці батальйону особливого призначення «Херсон». На момент початку акції неподалік Чонгару скупчилась черга з вантажівок завдовжки близько 3 км. До вечора також були заблоковані траси через Каланчак та Чаплинку, де утворились черги понад 2 кілометри. В результаті були заблоковані всі три транспортні коридори між Україною та тимчасово окупованою Кримською Автономною Республікою.
21 вересня блокада на кримському напрямку тривала. Для виявлення тіньових «схем» постачання продуктів були створені оперативно-слідчі групи. Активну підтримку протестувальникам надають співробітники УМВС.
22 вересня мирна акція з блокування Криму тривала. На підтримку активістам почали прибувати ветерани АТО. Більша частина вантажівок покинула пункти контролю. Жодних зіткнень між активістами та водіями, що намагались проїхати до Криму, не виявлено.
23 вересня на тимчасових контрольно-пропускних пунктах «Чаплинка» і «Каланчак» зводяться додаткові рубежі оборони, для уникнення провокацій планується відведення протестантів на 10 і 7 км вглиб материка відповідно.
За словами Андрія Сенченка кримські заводи експортують продукцію в обхід санкцій залізничним шляхом.
Станом на 26 вересня заблоковані всі 3 пропускні пункти. На кордоні з Кримом не лишилося жодної вантажівки.
30 вересня 2015 року біля російського КПП учасниками акції було розгорнутий величезний прапор України. Розміри прапору — 26 на 10 м.
1 жовтня 2015 року активістами було знято відео, в якому пояснювали мету блокади. Відео адресоване в першу чергу росіянам. В ньому вимагається: звільнити політичних в'язнів у Росії — Надію Савченко, Олега Сенцова та інших; допустити кримських активістів додому; припинити переслідувати кримськотатарських та українських активістів у Криму; дозволити українським та західним ЗМІ висвітлювати ситуацію у Криму. Також до акції приєдналися активісти організації «Цивільний Корпус» полку «Азов».
4 жовтня намагався прорватися до Криму водій Porsche, який відмовився від огляду багажника. Його та його пасажирку в стані наркотичного сп'яніння затримано. Хуліганом виявився Андрій Лєбєдєв (дані він змінював), який, скоріш за все, у 2013 р. був прокурором Сімферополя та в тому ж році мав ДТП з летальним випадком, за що отримав строк умовно.
7 жовтня Мустафа Джемілєв повідомив, що баржі із Скадовська постачають продукти до Криму. Увечері того ж дня через штормовий вітер було призупинено поромну переправу через Керченську протоку.
В результаті блокади пасажиропотік між окупованим Кримом та Україною скоротився на середину жовтня в 2 рази.
12 листопада активісти заявили про готовність відімкнути Крим від постачання електроенергії.
1 грудня ватажок окупантів Криму Аксьонов заявив про введення санкцій проти Туреччини, а саме всі інвестиційні контракти будуть розірвані, а ввезення турецької продукції на територію Республіки Крим буде заборонене.
Після початку енергетичної блокади на блок-постах не пропускають генератори до Криму. Автомобілі із генераторами відправляють назад в Україну.
31 грудня Лєнур Іслямов заявив, що активісти громадянської блокади прибирають свої пости, оскільки Кабміном була введена заборона на постачання товарів та послуг у Крим.

### Блокада електропостачання
6 жовтня виявилась пошкодженою одна з опор ЛЕП, що постачає електрику в Крим. Спроба відновлення опори була заблокована активістами. Окрім цього в цей день активістами «Цивільного Корпусу» полку «Азов» було затримано двох осіб проросійських поглядів, один з яких, Стеценко Ростислав Вальдемарович, виявився прапорщиком МНС України.
12 жовтня була відімкнена перша з чотирьох ЛЕП, на якій була пошкоджена опора, що ознаменувало початок енергетичної блокади Криму. Через неможливість ремонту опори[недоступне посилання], було відключено ЛЕП Мелітополь-Джанкой. Одночасно в «Укренерго» повідомили, що хоч в Крим і подається електроенергія, але в значно меншому обсязі — лише 650 МВт, що на 200 МВт нижче середньої потреби. Електроенергія подається через 2 із 4 наявних ЛЕП. При цьому міністр енергетики Володимир Демчишин заявив, що енергетичної блокади Криму немає, а учасник блокади Криму активіст «Автомайдан Київ» Сергій Строй — що енергетична блокада розпочалася За словами Сергія Строя, 11 жовтня в Ялті та Алупці напруга впала до 200 вольтів. Про енергетичну блокаду заявляв і заступник голови штабу громадянської ініціативи блокади Криму Ізет Гданов.
В ніч на 20 жовтня на лінії Мелітополь-Джанкой біля Чонгара невідомими особами були пошкоджені дві опори ЛЕП, які подають електрику на півострів. Опори були підірвані мінометними мінами 82-го калібру. Ще дві опори теж були заміновані, але міни не спрацювали.
В ніч на 22 листопада невідомим особами були повторно підірвані опори електромереж. Цього разу було відімкнено усі 4 ЛЕП, які йдуть до Криму, що викликало повне відімкнення Криму від електропостачання. Окупаційна влада ввела на півострові надзвичайний стан та графіки подачі електроенергії та води. Були введені резервні джерела електропостачання, які, однак, не покривають усі потреби. Біля зруйнованих опор відбувся конфлікт спецпідрозділів України з організаторами блокади, після якого активісти провели акцію біля будинку Адміністрації Президента у Києві. Влада мотивувала конфлікт необхідністю здійснення заземлення пошкоджених вибухами ЛЕП.
Не зважаючи на нестаток електроенергії, у Криму підсвічують зовнішню рекламу з президентом РФ.
Зранку 25 листопада в Севастополі не працює мобільний зв'язок.
25 листопада у Севастополі через перевантаження згоріли дві трансформаторні підстанції. Окупаційна влада закликає не вмикати електроприлади одразу після подачі електроживлення, а почекати кілька хвилин.
26—27 листопада у ЗМІ заявилися повідомлення про випадки мародерства майна базових станцій стільникового зв'язку у Севастополі.
28 листопада окупаційна влада відправила частину підприємств, які не виробляють товари першої необхідності, на тижневі «канікули» (з 30 листопада по 7 грудня). Таке рішення було прийнято з метою економії електроенергії на півострові.
28 листопада глава «Укренерго» Всеволод Ковальчук у фейсбуку повідомив, що є попередня домовленість із штабом блокади Криму щодо ремонту лінії «Каховська-Титан». У 296 населених пунктах Криму обмежена подача електроенергії. Супермаркет «Ашан» розпродав за низькою ціною товари і закрився, тролейбуси зупинені, навіть у лікарнях генератори включаються лише під час операцій, палати не освітлюються. У Сімферополі жителі перекрили дорогу, вимагаючи підключення електроенергії (у них 2 доби не було електричного струму), в той самий час МНС Росії заявило, що в Криму не залишилося жодного повністю знеструмленого населеного пункту.
30 листопада Міністерство надзвичайних ситуацій Росії передало великі пересувні телевізори до Криму. Комплекси являють собою великі телевізори з гучномовцями і встановлені на вантажних автомобілях.
2 грудня Путін особисто увімкнув першу лінію на 200 МВт, а подію демонстрували у Криму на великих екранах з агітаційною метою. Попри пропагандистські заяви, цей потік не вплинув на стан у Криму. Фактично, електроенергії з Росії вистачає максимум на Керч та Феодосію. І то з перебоями. Але вже 5 грудня потужність було зменшено через аварію до 89 МВт. Лінія не витримала навантаження і перегрілася.
8 грудня, за згодою учасників акції протесту, роботу однієї з повітряних ліній (ПЛ 220 кВ Каховська — Титан), що забезпечують електропостачання Криму, було відновлено. Передавана потужність складає 120 МВт, встановлене граничне навантаження — 200 МВт.
9 грудня на Кримській ділянці ПЛ 220 кВ Каховська — Титан сталася аварія, через що передавану потужність було знижено до 20 МВт. Українські споживачі, підключені до цієї ПЛ, отримують електроенергію в повному обсязі.
10 грудня аварію на ПЛ 220 кВ Каховська — Титан було усунуто. Передавана по цій ПЛ потужність, станом на 10 грудня, складає 180 МВт.
15 грудня було увімкнено другу лінію енергомосту. Електроенергії стало вистачати на запуск тролейбусів у Сімферополі та Севастополі, але в Ялті через брак потужності тролейбуси не ходять.
20 грудня було частково знеструмлено 9 районів Криму для планового дводенного ремонту ЛЕП. Фактично, енергетична блокада частково продовжується. Наявних потужностей не вистачає.
30 грудня через падіння ЛЕП було припинено електропостачання з України. Аварія сталася за 20 км від Каховки. Причини падіння електроопори встановлюються.
1 січня 2016 року завершилась дія раніше підписаного контракту про постачання електрики з України до Криму. Цього ж дня була відремонтована опора, але електроенергію так і не подали. Замість цього Україна запропонувала новий контракт, в якому, згідно з положеннями міжнародного права, зазначено, що Крим є тимчасово окупованою Росією територією України. У відповідь Росія провела «новорічне телефонне опитування» кримчан, чи пристають вони на пропозицію України, після якого відмовилась від підписання такого контракту. За результатами «опитування» близько 90 % кримчан готові сидіти без електроенергії, але в Росії. Інтернет заполонили жарти на цю тему один з них: Жителі Криму погодились жити без світла. Лише початок року. У середині року росіяни погодяться жити без грошей, а до кінця року в таборах.
Пізніше проукраїнські блогери провели своє опитування кримчан. За їхніми оцінками більш ніж половина кримчан (58 %) підтримують підписання Росією контракту на постачання електроенергії з України. Причому у контракті має бути вказано, що Крим — частина України. І тільки 32 % опитаних погодилися терпіти відключення і відсутність світла. Як це, так і пропутінське опитування ніякої юридичної сили не має.
Станом на 3 січня Криму недостатньо електроенергії. При потребі до 1350 МВт, він має максимум 931 МВт, з яких виробляється у Криму 513 МВт і ще отримує 417 МВт із Кубані. Тобто віялові відключення будуть постійними аж до літа.
5 січня сталася аварія в Керчі. Дві газотурбінні електростанції потужністю 22,5 МВт вийшли з ладу. Крім того, перестав працювати теплопункт, що подавав тепло до багатоповерхових будинків.
10 січня 2016 року «віцепрем'єр» окупованого Криму Є. Бавикіна заявила, що через енергоблокаду Крим втратив 12 мільйонів доларів. Зокрема збитки промислових підприємств склали 900 млн рублів, збитки оборонно-промислового комплексу Криму оцінили в 190 мільйонів рублів.
В липні 2017 Росія здійснила спробу таємного завезення до Криму німецьких турбогенераторів виробництва компанії Siemens. Ця спроба була виявлена і призвела до погіршення стосунків Росії з компанією Siemens та Німеччиною у цілому.

### Морська блокада
1 грудня 2015 Ленур Іслямов оголосив про наступний етап блокади — морський. Але з невідомих причин вона так і не почалась.

### Переведення в режим спостереження
16 грудня 2015 Уряд України затвердив постанову про обмеження постачання окремих товарів (робіт, послуг) з тимчасово окупованої території на іншу територію України та/або з іншої території України на тимчасово окуповану територію. Ця постанова визначала наступне:
1. Заборонити на період тимчасової окупації постачання товарів (робіт, послуг) під всіма митними режимами з тимчасово окупованої території на іншу територію України та/або з іншої території України на тимчасово окуповану територію, за винятком окремих особистих речей громадян та соціально значущих харчових продуктва[4].

17 січня 2016 Постанова набрала чинності, що дозволило змінити формат акції з блокування Криму на режим спостереження за дотриманням положень Постанови.

## Реакція в Україні

### Підтримка акції
- 20 вересня відбулась акція на підтримку блокади в Миколаєві. На виїзді з міста в бік Херсону мітингувальники плакатами закликали «далекобійників» повертатися, оскільки Крим заблокований.[79]
- 21 вересня акцію підтримали в Одеській області, провівши одноразову акцію на дорозі в самопроголошену Придністровську Молдавську республіку.[80]
- 21 вересня до акції прибув з підтримкою народний депутат України, голова Запорізької міської організації Партії «Солідарність» — Блок Петра Порошенка" Ігор Артюшенко[81]. Надвечір цього ж дня ЛЕП було відновлено.[82]
- 23 вересня перший президент України Леонід Кравчук підтримав блокаду Криму й зазначив, що блокада посилить патріотичні проукраїнські настрої на півострові.[83]

### Критика акції
Голова Одеської ОДА Міхеіл Саакашвілі засудив формат проведення блокади Криму. На його думку, блокаду Криму слід було проводити на офіційному рівні, а не силами громадських організацій та активістів: «Такі речі повинні здійснювати офіційні державні формування, а не частина суспільства зі зброєю. Звичайно ж, було й таке, коли вони рятували ситуацію».
На 28 жовтня 2015 року було заплановано акцію проти блокади Криму. Її організовував таксист з Генічеська Зіновій Нижник. За його словами, вони незадоволені тим, що їхні машини на в'їзді в Крим перевіряють. Акцію було скасовано нібито через погрози з боку активістів «Правого сектора». У свою чергу, Нижника звинувачують у співпраці з колишнім головою Генічеської РДА.

## Реакція в Росії
- Через нестачу енергії (власні потужності забезпечують лише 30 % потреби) в Криму був оголошений надзвичайний стан.

- 8 грудня було підключено одну з трьох ЛЕП на Крим, але через численні аварії в електромережах Криму енергозабезпечення Криму здійснюється лише частково. Цього ж дня через неузгодженість підключення Правий сектор припинив свою участь у блокаді.
- 15 грудня було увімкнено другу лінію енергомосту з Росії. В цілому електроенергії стало вистачати, але іноді проводяться відключення. Частково запрацював електротранспорт. Попри популістські заяви деяких російських та кримських політиків, безперебійно забезпечити Крим електроенергією до повноцінного запуску енергомоста з Кубані не вдасться. Попередні терміни запуску енергомоста — не раніше літа 2016 року.
- З 1 січня 2016 року завершилась дія раніше підписаного контракту про постачання електрики з України до Криму, а Росія провела «новорічне телефонне опитування» кримчан, за результатами якого відмовилась від підписання нового контракту.